# Ladon (syn Forkosa)
Ladon (gr. Λάδων Ládōn, łac. Ladon) – w mitologii greckiej smok o stu głowach. Był synem morskiego boga Forkosa i jego żony, bogini morskiej, Keto. Według innych mitów jego rodzicami byli Tyfon i Echidna.
Ze względu na ogromną siłę i to, że nigdy nie zasypiał, Hera powierzyła mu strzeżenie złotych jabłek Hesperyd, swojego ślubnego prezentu od Gai. Przyniesienie jabłek z ogrodu Hesperyd było jedenastym zadaniem Heraklesa. Heros, z porady Prometeusza, wyręczył się Atlasem, ponieważ żaden śmiertelnik nie był w stanie pokonać ani oszukać Ladona.
Rodzeństwem Ladona były, nie mniej przerażające niż on: staruchy Forkidy, odrażające gorgony, straszliwa Hydra lernejska, pies Cerber, Chimera, lew nemejski, oraz słynąca z brzydoty nimfa Toosa.